# La Piarre
La Piarre är en kommun i departementet Hautes-Alpes i regionen Provence-Alpes-Côte d'Azur i sydöstra Frankrike. Kommunen ligger  i kantonen Serres som ligger i arrondissementet Gap. År 2022 hade La Piarre 85 invånare.

## Befolkningsutveckling
Antalet invånare i kommunen La Piarre
Referens:INSEE